# بيسانو كون بورناغو
بيسانو كون بورناغو هي كومونا في مدينة ميلانو الحضرية في منطقة لومباردي الإيطالية، وتقع على بعد حوالي 20 كيلو متر (12ميل) شمال شرق ميلانو , في منطقة تسمى مارتيسانا.
تقع بيسانو كون بورناغو على حدود البلديات التالية: كامبياغو ، كابوناغو ، غيساتي ، كاروجيت ، جورجونزولا ،بوسيرو .

## روابط خارجية
- الموقع الرسمي